# Hoplismenus krapinensis
Hoplismenus krapinensis är en stekelart som beskrevs av Hensch 1928. Hoplismenus krapinensis ingår i släktet Hoplismenus och familjen brokparasitsteklar. Inga underarter finns listade i Catalogue of Life.